# Referendum in Finlandia del 1931
Il referendum in Finlandia del 1931 si svolse il 29 e il 30 dicembre 1931 per chiedere agli elettori se approvassero la continuazione della legge sul proibizionismo degli alcolici.
Il 31 ottobre 1907 il parlamento statale aveva approvato un divieto sulle bevande con una gradazione alcolica superiore al 2%, che poté entrare in vigore solo il 1º giugno 1919 dopo l'indipendenza della Finlandia. Delle tre opzioni presentate, la completa abolizione del divieto venne votata dal 70,5% degli elettori con un'affluenza solo del 44,4%.
Il sostegno al proibizionismo fu più forte tra le donne rispetto agli uomini e più forte nelle zone rurali che nelle città. L'affluenza degli uomini (53%) fu significativamente superiore a quella delle donne (37%), mentre l'affluenza nelle città (54%) è stata superiore a quella delle aree rurali (42%). Le schede usate da uomini e donne erano di colori diversi.

## Quesiti
2. Onko kieltolaki muutettava ja säädettävä laki, joka sallii mietojen alkoholijuomien valmistuksen ja kaupan säännöstelyn ja verotuksen alaisena?

3. Onko kieltolaki muutettava ja säädettävä laki, joka sallii muidenkin kuin mietojen alkoholijuomien valmistuksen ja kaupan säännöstelyn ja verotuksen alaisena?»
2.  La legge sul divieto deve essere modificata e promulgata per consentire la produzione e la vendita di bevande analcoliche ai sensi della regolamentazione e della tassazione delle bevande analcoliche?

3. La legge sul divieto deve essere modificata e promulgata per consentire la regolamentazione della produzione e della vendita di bevande analcoliche ai sensi della regolamentazione e della tassazione?»

## Risultati
| Abolizione completa del divieto   | 546 293   | 70,54 |  |  |  |  |  |  |
| Divieto totale                    | 217 169   | 28,04 |  |  |  |  |  |  |
| Bevande poco alcoliche consentite | 10 947    | 1,41  |  |  |  |  |  |  |
| Totale                            | 774 409   | 100   |  |  |  |  |  |  |
|                                   |           |       |  |  |  |  |  |  |
| Voti non validi                   | 3 476     | 0,45  |  |  |  |  |  |  |
| Votanti                           | 777 885   | 44,39 |  |  |  |  |  |  |
| Elettori                          | 1 752 315 |       |  |  |  |  |  |  |

## Conseguenze
Come risultato del voto, il divieto fu revocato nel febbraio 1932 e fu fondato il monopolio statale Alko, che tuttora ha il monopolio sulla vendita di bevande con una gradazione alcolica superiore al 4,7%.